# Žitište
Žitište (Servisch: Житиште; Hongaars: Bégaszentgyörgy) is een gemeente in het Servische district Centraal-Banaat.
Žitište telt 20.399 inwoners (2002). De oppervlakte bedraagt 525 km², de bevolkingsdichtheid is 38,9 inwoners per km².
De gemeente omvat naast de hoofdplaats Žitište de plaatsen Banatski Dvor, Banatsko Višnjićevo, Banatsko Karađorđevo, Međa, Novi Itebej, Ravni Topolovac, Srpski Itebej, Torak, Torda, Hetin en Čestereg.
Dorpen met een Hongaarstalige meerderheid zijn:  Novi Itebej (Magyarittabé), Torda, en Hetin (Tamásfalva).

## Bevolkingssamenstelling 2011
- Serviërs = 10.436 (61,97%)
- Hongaren = 3.371 (20,02%)
- Roemenen = 1.412 (8,38%)
- Roma = 832 (4.94%)
- Overigen = 790 (4,69%)

## Bevolkingssamenstelling 2001
- Serviërs(61,9%)
- Hongaren(19,69%)
- Roma(3,75%)
- Joegoslaven(1,3%)